# Patente biológica

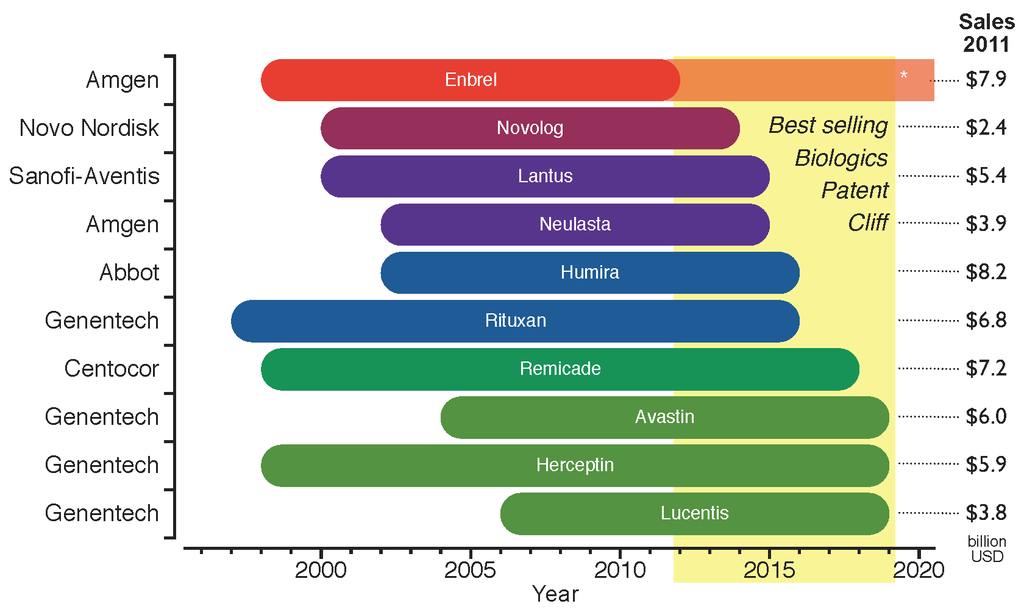
Diez patentes biológicas más vendidas (2012-2019)

Una patente biológica es un conjunto de derechos para una invención en el campo de la biología, que por ley le permite al dueño de la patente restringir a terceros el uso, la venta o la importación de este invento por cierto periodo de tiempo. Para ello, la invención debe cumplir con los requisitos de patentabilidad: ser nueva, inventiva y tener aplicación industrial. El alcance de las patentes biológicas varia dependiendo de las jurisdicciones, y puede incluir tecnología y productos biológicos, organismos genéticamente modificados(OGM) y material genético. El establecimiento de patentes sobre sustancias o procesos que provienen parcial o completamente de la naturaleza es un tema que debe ser debatido.

## Patentes biológicas en diferentes jurisdicciones

### Australia
En febrero de 2013, el juez de la Corte Federal de Australia, Justice John Nicholas, falló a favor de Myriad Genetics 
para patentar el gen BRCA1. Este fue un fallo histórico, ya que afirmaba la validación de patentes sobre ADN de origen natural. Sin embargo, unos meses después la Corte Suprema de los Estados Unidos llegó a la conclusión opuesta. El dictamen de la Corte Federal de Australia se volvió objeto de apelación ante el Pleno del Tribunal Federal; argumentos en contra del caso incluían la consideración del veredicto de la Corte Suprema de los Estados Unidos En 2014 se decidió que el material genético aislado (genes) podía ser patentado, esto reafirmo la decisión del juez Nicholas en el fallo a favor de Myriad. En junio de 2015, el caso tenía una audiencia pendiente en la Corte Suprema de Australia. En octubre de ese mismo año, la Corte Suprema de Australia dictaminó que no se podían patentar genes de origen natural.

### Europa
La directiva 98/44/EC (Directiva de Biotecnología) de la Unión Europea concilió la legislación para permitir las patentes biológicas en algunos países, bajo la jurisdicción de la Organización Europea de Patentes. Esta directiva permite patentar productos biológicos naturales, incluyendo secuencias de genes, mientras estos sean “aislados de su hábitat natural o producidos por métodos de un proceso técnico.”
La Oficina Europea de Patentes ha dictaminado que las patentes europeas no se le pueden ser otorgadas a procesos que involucren la destrucción de embriones humanos.

### Japón
Dentro del área de biotecnología, la creación de patentes en inventos biológicos es examinada de acuerdo a las normas generales de patentes. En respuesta para la petición de más claridad, la Oficina de Patentes de Japón (JPO) estableció normas específicas para invenciones relacionadas con biología. A través de los años, la JPO ha dado seguimiento a las enmiendas de estas normas para aclarar su empleo en nuevas tecnologías. Estas enmiendas han ampliado el alcance de las patentes dentro de la industria de la biotecnología. El Acta de Patentes Japonesas requiere que las invenciones patentadas tengan una “aplicación industrial”, esto significa que debe tener potencial comercial y de mercado. La JPO enlista explícitamente las “actividades médicas” como invenciones que caen fuera del grupo de invenciones industriales aplicables, por lo tanto los métodos de cirugía, terapia y de diagnosis de enfermedades humanas no pueden ser patentados.

### Estados Unidos
En los Estados Unidos, hasta 2013 las sustancias biológicas naturales podían ser patentadas (aparte de cualquier uso o proceso relacionado) si eran lo suficientemente aisladas de su estado natural. Ejemplos históricos de tales patentes incluyen las que fueron impuestas en la adrenalina, la insulina y la vitamina B12,, y varios genes. Un dictamen remarcable creado por la Corte Suprema de los Estados Unidos, fue que a partir de junio de 2013 se declaró que las secuencias de ADN de origen natural eran no aptas para ser patentadas.

## Ética
Patentar genes es un tema muy controversial en términos de bioética. Algunos creen que es no ético patentar material genético, ya que trata a la vida como un producto o porque socava la dignidad de las personas y animales al permitir la propiedad de los genes. Dado que la materia viviente se produce de manera natural, algunos dicen que no puede ser patentada. La Asociación Médica Estadounidense argumenta que patentar genes impide realizar pruebas genéticas en pacientes e interfiere en la investigación de enfermedades genéticas.
Mientras que algunos creen que patentar materia viva es no ético, otros opinan que no permitir la patente de inventos biotecnológicos sería no ético. Los partidarios de esta idea sugieren que las patentes permitan al público en general, así como a los creadores de pólizas, ser responsables del esclarecimiento de lo que ha sido patentado. Por lo tanto, están a favor de las patentes biológicas ya que requieren la divulgación de información al público.  Acuerdos como el Acuerdo sobre los Aspectos de los Derechos de Propiedad Intelectual relacionados con el Comercio (ADPIC) solicitan que los miembros de la Organización Mundial del Comercio (OMC) tengan leyes para proteger la propiedad intelectual de la mayoría de las innovaciones biológicas, lo que hace improbable que los países miembros prohíban la patente de genes.
Aunque algunos creen que patentar los genes convierte a las personas en mercancía, hay otros que están en desacuerdo. Otros dicen que patentar genes solamente cosifica la vida si la patente aplica para la totalidad de un ser humano, argumentando que las patentes en partes individuales del cuerpo no violan la dignidad humana.
Otra área de controversia en la patente genética es como se obtienen las muestras de genes. Se requiere de consentimiento previo para la recolección de muestras genéticas, y la recolección de muestras genéticas de personas requiere consentimiento tanto como en el nivel nacional y comunitario como en el nivel individual. Han ocurrido conflictos cuando no se obtiene el consentimiento de todos los niveles mencionados. También surge la duda de la división de beneficios al obtener muestras genéticas, específicamente en la posible responsabilidad del recolector de compartir cualquier beneficio o ganancia que genere la muestra de la persona o la población de la cual fue extraída.
La última de las grandes cuestiones éticas que involucra el poder patentar genes es como serán usadas estas una vez que hayan expirado. Una de las mayores preocupaciones es que el uso de material y procesos patentados sea muy caro o incluso prohibido hasta cierto punto debido a las condiciones establecidas por el dueño de la patente. Limitar el acceso a las patentes de esta manera podría impactar directamente a institutos agrícolas o investigadores universitarios, entre otros. Por esto se teme que los dueños de patentes biotecnológicas exploten sus derechos para conseguir mayores ingresos, a las expensas de granjeros, pacientes y otros potenciales usuarios de tecnologías patentadas.
La ética de usar patentes para incrementar las ganancias también es debatible. Un argumento típico a favor de las patentes biotecnológicas es que permiten a las compañías ganar el suficiente dinero para invertir en futuras investigaciones. Sin estas patentes, algunos temen que las compañías no tengas los recursos o la motivación necesaria para desempeñar competitivamente en sus investigaciones biotecnológicas.